# Tigran Gazarjan
Tigran Gazarjan (Jerevan, 25 juni 1994) is een in Armenië geboren Nederlands voormalig betaald voetballer die doorgaans speelde als middenvelder. Tussen 2013 en 2016 kwam hij uit voor De Graafschap en 1. FC Kleve.

## Clubcarrière
Gazarjan werd geboren in het Armeense Jerevan, maar groeide op in Leek, waar hij ook speelde voor VV Leek Rodenburg. In 2005 stapte de middenvelder over naar de opleiding van FC Groningen, waar hij acht jaar actief was. In 2013 transfereerde hij transfervrij naar De Graafschap, waar hij een tweejarige verbintenis ondertekende. Op 24 augustus debuteerde hij. Tijdens het thuisduel met Jong PSV (3–0 winst) viel hij vijf minuten voor tijd in. In november 2015 verkaste de middenvelder naar 1. FC Kleve, dat hij in juli van het jaar erna weer verliet.

## Clubstatistieken
| Seizoen | Club          | Competitie     | Competitie | Competitie | Beker | Beker | Internationaal | Internationaal | Totaal | Totaal |
| Seizoen | Club          | Competitie     | Wed.       | Dlp.       | Wed.  | Dlp.  | Wed.           | Dlp.           | Wed.   | Dlp.   |
| ------- | ------------- | -------------- | ---------- | ---------- | ----- | ----- | -------------- | -------------- | ------ | ------ |
| 2013/14 | De Graafschap | Eerste divisie | 1          | 0          | 0     | 0     | —              | —              | 1      | 0      |
| Totaal  | Totaal        | Totaal         | 1          | 0          | 0     | 0     | 0              | 0              | 1      | 0      |